# Manuel Mateo Luxán y Ruiz
Manuel Mateo Luxán y Ruiz (Castuera, 1770-Cádiz, 1813) fue un político y magistrado español.

## Biografía
Nació en Castuera en 1770, hijo del licenciado Manuel José de Luxan y de Juana Ruiz y Murillo. Estudió las primeras letras y latinidad en su patria, con un domine religioso, y pasó a Salamanca, en cuya universidad hizo los estudios en la carrera de Derecho. Se doctoró en cánones a los veintiséis años de edad, en 1796. Más adelante hizo oposiciones a la doctoral de la catedral de Plasencia, plaza a la que después de ganada renunció por no seguir la carrera eclesiástica.
En 1798 se estableció definitivamente en Madrid, abriendo su estudio de abogado. Sus estudios en la carrera, sus defensas, le dieron un puesto de relator del Supremo Consejo de Castilla, y de la sala de Indias y Mil y Quinientos, siendo gobernador de dicho Consejo el conde de la Cañada, y cuyo cargo desempeñó largos años. Durante la guerra de la Independencia se posicionó en contra de los franceses.
Obtuvo representación para las Cortes Constituyentes de Cádiz, en las que figuró como primer secretario. Uno de sus trabajos más notables fue un Informe-proyecto para la abolición de la Inquisición en España. Fue ministro electo de Gracia y Justicia.
Falleció en la ciudad de Cádiz víctima de la epidemia de fiebre amarilla que invadió por entonces a varias poblaciones de la costa española, el 3 de octubre de 1813. Sus restos mortales se ubicaron en el panteón que erigió el Ayuntamiento gaditano para los diputados fallecidos víctimas de la epidemia. Fue padre de Pedro y Francisco Luxán.